# Glossosoma speculare
Glossosoma speculare là một loài Trichoptera trong họ Glossosomatidae. Chúng phân bố ở miền Cổ bắc.